# 彼得斯堡鎮區 (明尼蘇達州傑克遜縣)
彼得斯堡鎮區（英語：Petersburg Township）是位於美國明尼蘇達州傑克遜縣的一個行政鎮區。

## 歷史
彼得斯堡鎮區於1866年設立，得名自早期定居者彼得·貝克（Peter Baker）。

## 地方資料
彼得斯堡鎮區的面積為93.55平方千米，當中陸地面積為93.52平方千米，而水域面積為0.03平方千米。根據2020年美國人口普查的數據，當地共有人口220人，而人口密度為每平方千米2.35人。